# فهرست سازمان‌های زیست‌محیطی
سازمان زیست‌محیطی سازمانی است که از جنبش‌های حفاظتی یا زیست‌محیطی بیرون آمده و به دنبال حفاظت، تجزیه و تحلیل یا پایش بر محیط در برابر سوء استفاده یا تخریب نیروهای انسانی است.
در این مفهوم محیط ممکن است به محیط زیست فیزیکی یا محیط طبیعی اشاره داشته باشد. این سازمان ممکن است یک موسسه خیریه، یک تراست، یک سازمان مردم‌نهاد، یک سازمان دولتی یا یک سازمان بین‌دولتی باشد. سازمان‌های زیست‌محیطی می‌توانند جهانی، ملی، منطقه‌ای یا محلی باشند. برخی از مشکلات زیستمحیطی که سازمان‌های زیست‌محیطی بر آنها تمرکز می‌کنند عبارتند از: آلودگی، آلودگی پلاستیک، زباله، کاهش منابع، افزایش جمعیت انسان و گرمایش جهانی.

## سازمان‌های بین‌دولتی جهانی
- پیمان جهانی برای بهداشت و آلودگی (GAHP)
- پروژه حاکمیت سیستم زمین (ESGP)
- اعتصاب مدارس برای آب و هوا یا جمعه‌ها برای آینده (FFF)
- مؤسسه رشد سبز جهانی (GGGI)
- هیئت بین‌دولتی تغییر اقلیم (IPCC)
- اتحادیه بین‌المللی حفاظت از طبیعت (IUCN)
- برنامه محیط زیست سازمان ملل متحد (UNEP)
- آژانس محیط زیست اروپا (EEA)
- مشارکت در مدیریت زیست‌محیطی برای دریاهای شرق آسیا (PEMSEA)

## سازمان‌های دولتی
بسیاری از کشورها و ایالت‌ها دارای آژانسهایی هستند به پایش و حفاظت از محیط زیست اختصاص داده شده‌اند.

## سازمان‌های بین‌المللی غیردولتی
این سازمانها در مدیریت زیست‌محیطی، لابی‌گری، وکالت و/یا تلاش‌های حفاظتی درگیر هستند.

## سازمان‌های غیردولتی ملی
این سازمانها در مدیریت زیست‌محیطی، لابی‌گری، وکالت و/یا تلاش‌های حفاظتی در سطح ملی مشارکت دارند.